# Inglés malvinense

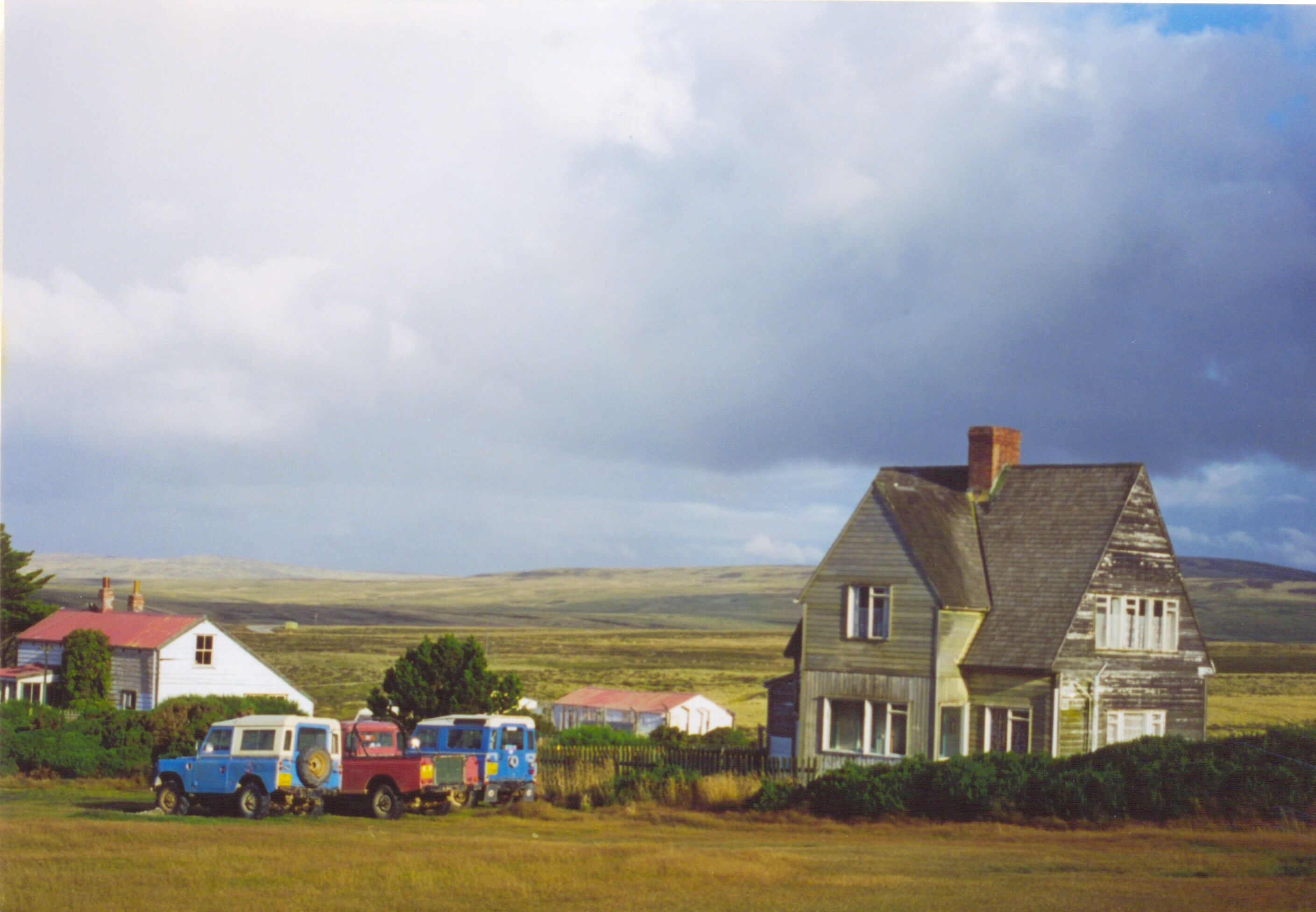
"Camp".

El inglés malvinense (Falkland Islands English) es la forma de la lengua inglesa utilizada en las islas Malvinas.

## Características
Si bien es principalmente de carácter británico, debido al aislamiento en que viven han desarrollado su propio acento y dialecto, el cual tiene características en común con el australiano, el neozelandés, el escocés y con el habla de algunas áreas rurales de Inglaterra. Estas dos últimas, debido a los orígenes de los primeros habitantes británicos instalados en las islas. También comparte algunas características con las variedades habladas en la isla Santa Elena y Tristán de Acuña. En el camp, el acento malvinense tiende a ser más fuerte que en la capital, que tiene cierta influencia del inglés británico por los medios de comunicación.
Entre las palabras más reconocidas que se utilizan en el archipiélago se cuentan: "kelper", como sinónimo de "malvinense", en alusión a unas algas "kelp" que crecen en las islas, "smoko", por "smoking break", en español "descanso para fumar", como en Australia y Nueva Zelanda, y "chey", del español argentino "che", "hombre, persona o gente".
La palabra "yomp" fue utilizada por las Fuerzas Armadas Británicas durante la guerra de las Malvinas, pero se está dejando de lado su uso. Otra palabra conocida es belongers, que se refiere a los ciudadanos de Reino Unido que han obtenido el estatus de residentes en las islas.
Además, a diferencia de la mayoría de los acentos ingleses del sudoeste y los escoceses, el inglés malvinense es una variedad no rótica de inglés, como un inglés estándar meridional británico, el acento neozelandés, o el acento de Boston. De hecho, muchos aspectos de los acentos ya mencionados no se encuentran en el habla de los malvinenses. En otras palabras, la /r/ no se pronuncia al final de una palabra o antes de una consonante, como ocurre en algunos casos en Inglaterra o en Nueva Inglaterra; por ejemplo dicen "Pahk the cah" (‘park the car’) para referirse a estacionar un vehículo. Al igual que con muchas otras variedades no róticas del inglés, muchos isleños utilizan la forma intrusiva y la vinculación de [r], pronunciando idea[r] y mothe[r] (en lugar de motheh), que se denomina "r intrusiva". También, como se puede esperar para una variedad de inglés que creció de una compleja mezcla de acentos de los colonos, no cuenta con mucha variabilidad en la pronunciación de vocales.
En cuanto a la gramática, el inglés malvinense se caracteriza por muchas características que se encuentran en otras formas no estándar de inglés, como el uso de los demostrativos para marcar elementos definidos (por ejemplo en casos relacionados con las tareas en el campo); la regularización de las formas reflexivas (por ejemplo, usar he had, hisself, herself, ourselves); formas no diferenciadas para tiempo pasado y participio pasado (por ejemplo, they might have went en vez de they might have gone); y la falta de un plural marcado después de un número, utilizando la forma singular del sustantivo después de una cifra o un cuantificador (por ejemplo, about two year ago, seventy pound, twelve month, y there wasn’t many house). También, al igual que otras formas no estándar de inglés, el malvinense utiliza una forma distinta para la segunda persona del plural del pronombre, diciendo "youse", como en Australia, Nueva Zelanda, y algunos casos del sur de Estados Unidos. Se cree que algunas de estas diferencias al inglés estándar se deben a una continuación lógica de los acontecimientos históricos que se produjeron en el idioma, de las cuales algunas características que han cambiado, se conservan en algunos dialectos, como en las Malvinas.
Otra característica del dialecto es que no ha tenido influencia de acentos aborígenes, ya que en la isla no había población indígena.

## Influencia del español

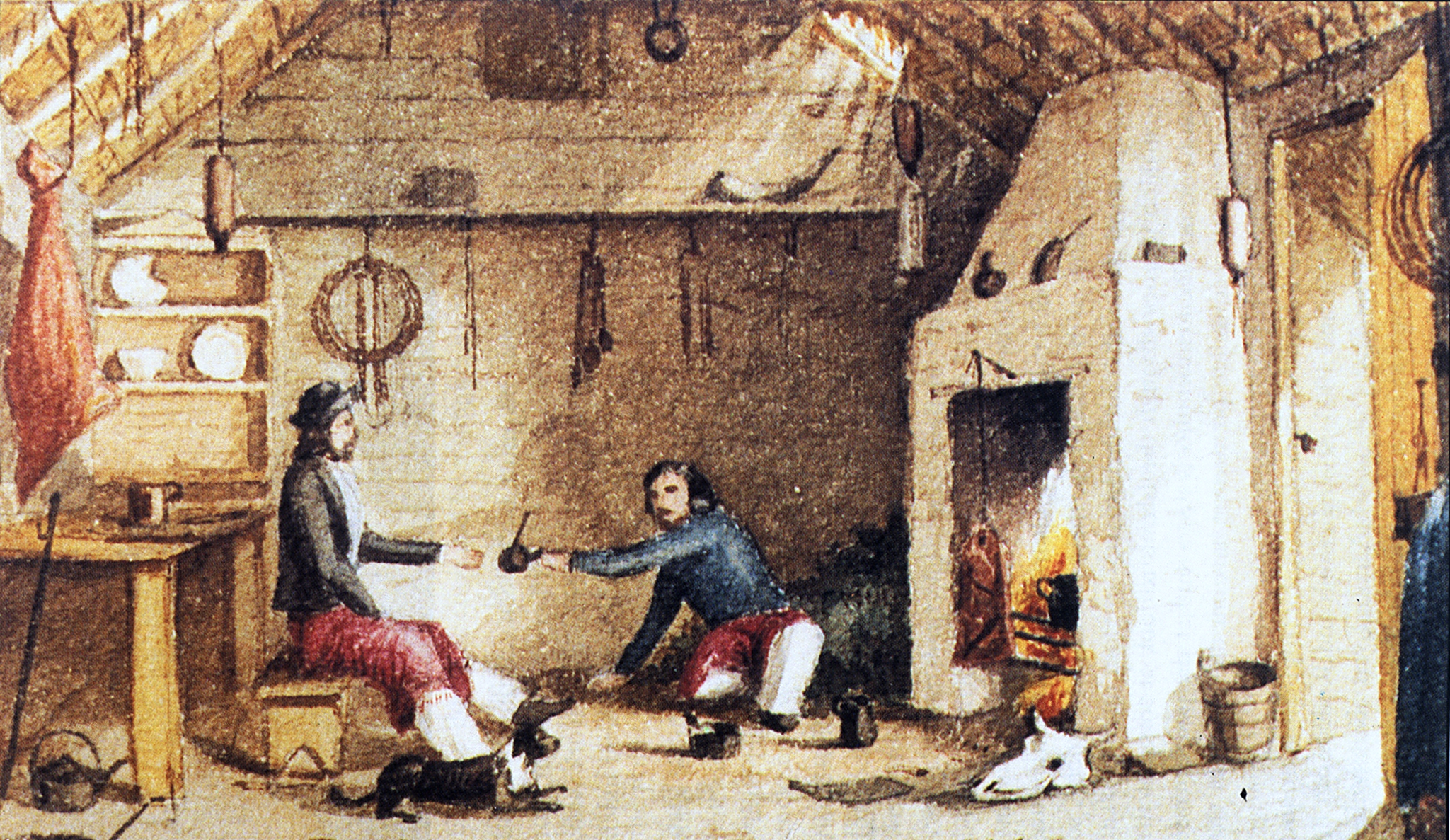
Gauchos malvinenses tomando mate en Hope Place - Saladero, Isla Soledad. Acuarela de Dale, director de Valle Esperanza en la década de 1850.

### Español rioplatense
Los habitantes de las islas nacidos en la América del Sur continental (en su mayoría antiguos habitantes gauchos oriundos de la región pampeana —en Argentina— y de la Banda Oriental —hoy Uruguay—, que se quedaron en las islas luego de la ocupación británica de 1833 en las zonas rurales) han contribuido a dar forma a la identidad de los isleños entre los años 1830 a 1850, y hoy en día su legado es visible en la genealogía de las Malvinas. De hecho, también hasta la actualidad hay descendientes de los viejos gauchos, que perduran en algunos apellidos como Pitaluga y Llamosa, por ejemplo. Además su variedad rioplatense del español ha influido un poco en el vocabulario propio de las islas y en su toponimia.
Las áreas rurales suelen ser denominadas ‘the Camp’, en referencia a la palabra en español "campo". El extinto zorro malvinense (Dusicyon australis) en inglés también es referido como ‘warrah’, proveniente del nombre dado por los gauchos rioplatenses (guará) al verlo semejante al aguará guazú. En el idioma guaraní guará o aguará significa cánido silvestre.
Otros vocablos tomados como préstamo del español rioplatense son utilizados para denominar tipos de caballos y los colores de su pelaje, por ejemplo: ‘alizan’, ‘colorao’, ‘negro’, ‘blanco’, ‘gotiao’, ‘picasso’, ‘sarco’, ‘rabincana’, ‘malacara’, etc., y otros para elementos de equitación: ‘apero’, ‘palenque’, ‘bosal’, ‘cabresta’, ‘bastos’, ‘cinch’, ‘conjinilla’, ‘meletas’, ‘freno’, ‘rezao’, ‘manea’, ‘tientas’, ‘tordillo’, ‘manares’, ‘recado’, ‘poncho’, ‘bombacha’, etc. Otra palabra utilizada hacia el siglo XIX (pero hoy en desuso) era ‘saladero’, que era un lugar donde la carne se conservaba mediante salazón. Otras palabras son ‘azalaker’ (azulejo), ‘bajho’ (bayo), ‘apergatos’ (alpargatas), ‘arroshure’ (arroyo), ‘bicho’ (en lugar del inglés bug), ‘boca’ (para la desembocadura de ríos y arroyos) y ‘galpon’ (galpón).
El vocabulario también incluye palabras como ‘zaino’, ‘bolichero’, ‘borrego’, ‘capataz’, ‘carreta’, ‘rebenque’, ‘carne con cuero’, etc. Además, los aperos del caballo no son solamente designados en español sino que también pronunciados por los isleños de la misma forma que en el acento rioplatense. También hay casos de productos y elementos utilizados en las actividades rurales pronunciados de igual forma que en el español o levemente modificados al inglés, que son sólo apenas reconocibles para un argentino al hablar con un malvinense. Todo este vocabulario suele ser de uso mayoritario en Lafonia, al sur de la isla Soledad.

When I worked at sea I remember going to a Tack (Horse gear) shop in Montevideo, Uruguay with a friend who wanted to buy some horse gear for a friend in the Falklands. Neither of us were fluent in Spanish but he had no trouble in purchasing everything he wanted because the shop assistant understood perfectly all the names he used for the items he wanted.
Cuando yo trabajaba en el mar recuerdo que fui a un tienda de equipos de caballos en Montevideo, Uruguay con un amigo que quería comprar un poco de equipos de caballos para un amigo en las Malvinas. Ninguno de los dos éramos fluídos en español pero él no tuvo problemas en la compra de todo lo que queríamos, porque el vendedor entendía perfectamente todos los nombres que el usaba para los elementos que quería.
Ernie Spencer

Che, palabra de uso común en el español rioplatense para llamar, detener o pedir la atención a alguien o para denotar asombro o sorpresa, también es de uso común en las Malvinas. En los libros y publicaciones para los turistas que visitan las islas, se explica el significado y uso de la expresión. Suele pronunciarle y escribirse ‘chay’.

So chay, (Falkland spelling of che) you have discovered our major Falkland's secret, we have some Spanish words in use in our everyday language. I don't know how prevalent they are now but they were in quite widespread use in my childhood, of course as children we did not actually realise they were not English.
Así que, chay, (ortografía malvinense del che) has descubierto el gran secreto de Malvinas, tenemos algunas palabras en español usadas en nuestro lenguaje cotidiano. No sé cuan frecuentes son ahora pero eran de uso muy generalizado en mi infancia, los niños en realidad no se daban cuenta de que no eran inglesas.
Ernie Spencer

También, existen otros préstamos del español al inglés, utilizados en otros ámbitos, por ejemplo ‘pasear’ (ejemplo: «Let's go to pasear»), pronunciada en español y utilizada para referirse a una pequeña visita o viaje. Existe un corte de carne vacuna denominado beef milanesa.

### Español chileno
Hacia 2012, en Puerto Argentino/Stanley viven aproximadamente entre 250 y 300 ciudadanos chilenos y cerca de 30 ciudadanos argentinos, quienes los primeros en su variedad chilena también han influido en el habla local y en la cultura. De hecho este idioma, al ser hablado por aproximadamente un 10% de la población, es una minoría significativa. En los últimos años, los nuevos inmigrantes aportaron algunas palabras[¿cuál?][¿cuántos?] de su español chileno.

### En la toponimia
Por otra parte, la toponimia británica conserva algunos nombres adaptados a los dados por los franceses y españoles, aunque la Argentina en algunos casos reivindica una toponimia propia. Los toponímicos dados por marineros británicos, franceses y españoles en los primeros tiempos se refieren a islas, rocas, bahías y cabos. Sitios con nombres en español son, por ejemplo, las localidades de Puerto San Carlos y San Carlos (no confundirse con el anterior) y también la bahía ‘San Carlos’ y el río ‘San Carlos’. Estos nombres provienen de la nave española San Carlos, que visitó la isla en 1768.
La Patagonia Argentina es denominada por los isleños como the Coast («la costa»).

#### Toponimia de origen gauchesco

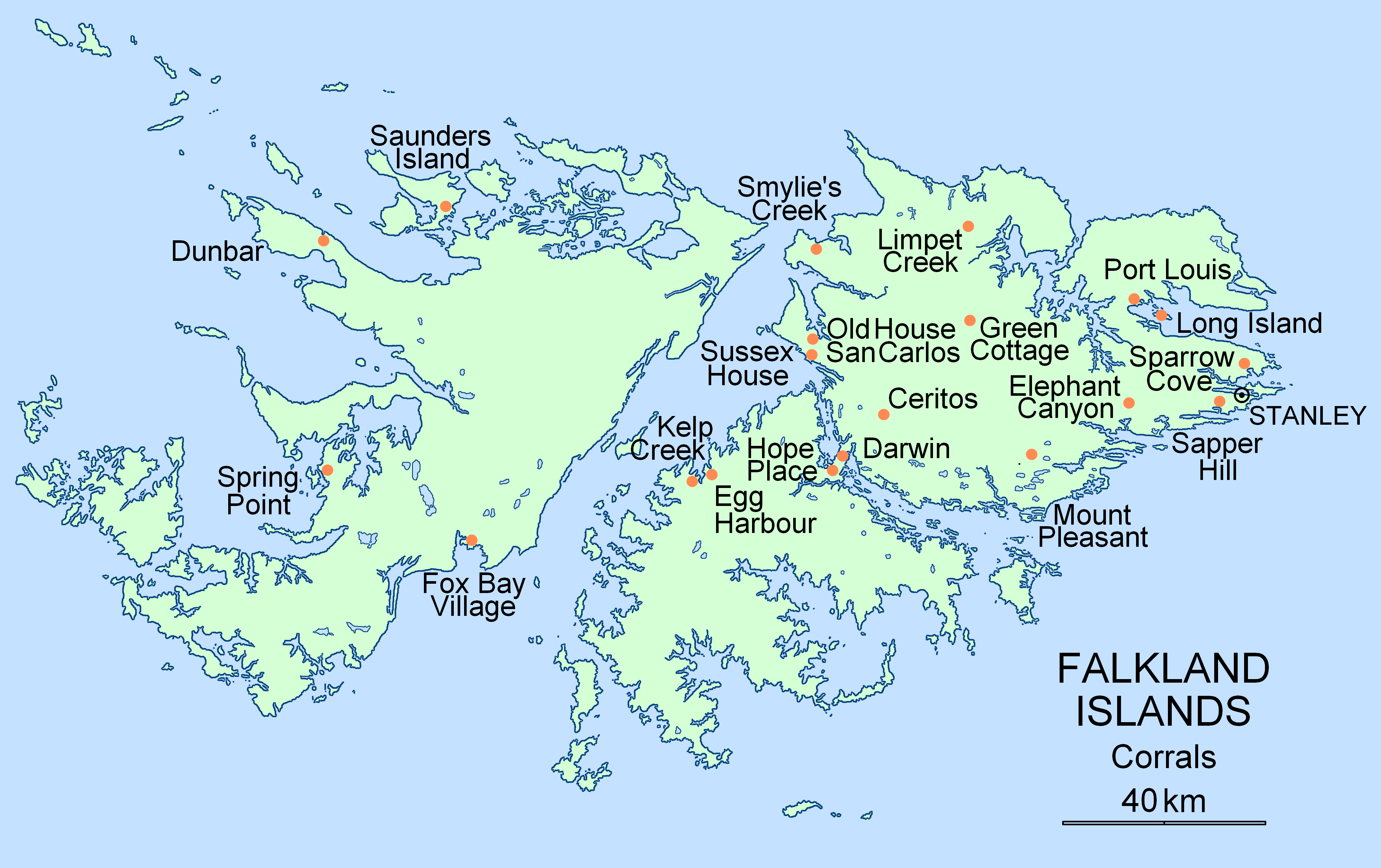
Mapa de los "corrals" (corrales) hechos por los gauchos en las islas. Algunos de ellos conservan el nombre en español.

Pero, a partir de mediados del siglo XIX, los nombres de origen español suelen identificar ubicaciones y características de la geografía de tierra adentro, como un reflejo de la necesidad de orientación, delimitación y gestión de la ganadería por parte de los gauchos que habitaban las islas; entre otros, los nombres descriptivos incluyen: ‘Rincón Grande’, ‘Ceritos’, ‘Campito’, ‘Cantera’, ‘Terra Motas’, ‘Malo River’, ‘Brasse Mar’, ‘Camp Verde’, ‘Dos Lomas’, ‘Chancho Point’, ‘Torcida Point’, ‘Pioja Point’, ‘Mid Rancho’, ‘Estancia’, ‘Oroqueta’, ‘Piedra Sola’, ‘Laguna Seco’, ‘Manada’, ‘Boca Wall’, ‘Bombilla House’, ‘Warrah River’, ‘Flores Harbour’, ‘Paso de los Toros’, ‘Camila’, ‘Salvador’, etc.
También han existido numerosos topónimos de origen español que han sido traducidos al inglés, por ejemplo ‘Rincón del Toro’, mencionado así por Charles Darwin en los documentos de su viaje, luego fue traducido como ‘Bull Cove’. También han existido otros nombres dejados por los gauchos, como ‘Tranquilidad’, ‘Horqueta’, ‘Mariquita’, ‘Roshure’ (del español arroyo) y una gran cantidad de lugares llamados ‘Rincon’ (del español rincón), ‘Corral’ (y su plural ‘Corrals’) o ‘Galpon’ (del español galpón), de los cuales se mantienen algunos casos en la actualidad, pero que han sufrido adaptaciones.

## Inmigración reciente
El principal grupo de inmigrantes que actualmente ha influenciado el dialecto propio y cultura de las islas es la comunidad chilena, que con cerca de 250 o 300 residentes representa un 13% de la población civil en el censo de 2012 y cerca de un 6% incluyendo la población militar. Ellos están integrados con la población local. Su presencia también se siente en la ocupaciones que realizan y en los productos vendidos en supermercados.
En años recientes han llegado pobladores procedentes de la isla de Santa Elena, quienes también tienen su propia variedad de inglés, que en algunas características es similar a la malvinense.